# Свети Харалампије (Кожани)
Свети Харалампије (грч. Άγιος Χαράλαμπος, Ајос Хараламбос) је насељено место у општини Кожани у периферији Западна Македонија, Грчка. Према попису из 2021. године било је 111 становника.
Према бугарском географу и историчару, Василу Канчову, у Светом Харалампију је 1900. године живело 319 Турака.
Године 1923. турско становништво је принудно исељено у Турску а на њихово место су насељене караманлијске избегличке породице, којих је на попису из 1928. године било 267. Село се раније звало Ишаклар.